# Вледень (комуна, Ботошань)
Вледень, Вледені (рум. Vlădeni) — комуна у повіті Ботошані в Румунії. До складу комуни входять такі села (дані про населення за 2002 рік):
- Брехуєшть (1704 особи)
- Вледень (1298 осіб)
- Миндрешть (1250 осіб)
- Хрішкань (159 осіб)
- Хуцань (569 осіб)

Комуна розташована на відстані 366 км на північ від Бухареста, 11 км на захід від Ботошань, 101 км на північний захід від Ясс.

## Населення
За даними перепису населення 2002 року у комуні проживали 4980 осіб.
Національний склад населення комуни:
| Національність | Кількість осіб | Відсоток |
| -------------- | -------------- | -------- |
| румуни         | 4966           | 99,7%    |
| цигани         | 12             | 0,2%     |
| українці       | 1              | < 0,1%   |
| німці          | 1              | < 0,1%   |

Рідною мовою назвали:
| Мова      | Кількість осіб | Відсоток |
| --------- | -------------- | -------- |
| румунська | 4973           | 99,9%    |
| циганська | 6              | 0,1%     |
| німецька  | 1              | < 0,1%   |

Склад населення комуни за віросповіданням:
| Релігія            | Кількість осіб | Відсоток |
| ------------------ | -------------- | -------- |
| православні        | 4580           | 92,0%    |
| п'ятдесятники      | 268            | 5,4%     |
| бретрени           | 65             | 1,3%     |
| баптисти           | 47             | 0,9%     |
| адвентисти         | 6              | 0,1%     |
| римо-католики      | 4              | 0,1%     |
| не релігійні       | 2              | < 0,1%   |
| не вказали релігію | 4              | 0,1%     |

## Зовнішні посилання
- Дані про комуну Вледень на сайті Ghidul Primăriilor [Архівовано 28 червня 2009 у Wayback Machine.]